# Raynham Hall

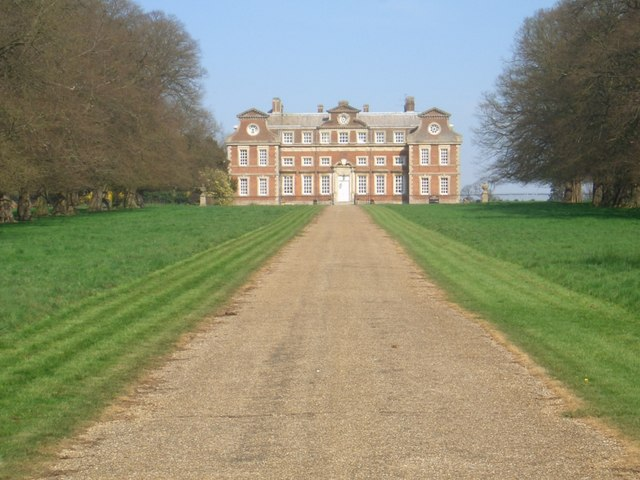
Raynham Hall

Raynham Hall ist ein Country House in Norfolk in Großbritannien. Es ist seit 300 Jahren der Sitz der Familie Townshend. Der Besitz erhielt seinen Namen nach dem umliegenden Gebiet, das bekannt ist als The Raynhams. Es wird berichtet, dass es in dem Haus spukt, und hier entstand das wahrscheinlich bekannteste Gespensterfoto aller Zeiten, auf dem die Brown Lady die Treppe von Raynham Hall herabsteigt. Der prominenteste Bewohner war Charles Townshend, 2. Viscount Townshend (1674–1738), der ein Jahrzehnt die britische Außenpolitik leitete. Das Gebäude steht seit dem 30. November 1951 als Grade-I-Bauwerk unter Denkmalschutz. Raynham Hall ist heute im Besitz von Charles Townshend, 8. Marquess Townshend.

## Baustil
Raynham Hall gilt als eines der schönsten Herrenhäuser von Norfolk. Der Bau wurde 1619 von Sir Roger Townshend begonnen und war im Stil das erste seiner Art in England. Vielleicht auf Grund der dreijährigen Grand Tour durch Europa, die Sir Roger unternommen hatte, war Raynham Hall in einem damals völlig neuen Stil erbaut worden, bei dem die einheimische Tradition aufgegeben und nach italienischem Vorbild geplant wurde. Raynham könnte daher leicht für ein Haus gehalten werden, das fast ein Jahrhundert später erbaut wurde.

## Anbauten
Der Bau Raynham Hall wurde 1619 begonnen.  Hinweise  zufolge wurde es von Inigo Jones entworfen. Spätere Erweiterungen und Innenräume wurden von William Kent gestaltet. Charles Townshend beauftragte ihn für den Nordflügel von Raynham und Gestaltung des Inneren. William Kent war später einer der Architekten des in der Nähe liegenden Holkham Hall. Zahlreiche Arbeiten von Kent sind in Raynham zu sehen, vor allem die kunstvoll geschnitzten Schornsteine, Mosaikgemälde und dekorierte Türen. Beeindruckend ist die schöne Decke im Marmorsaal mit dem Motiv von Lord Townshends Wappen.

## Gemälde
Viele schöne Porträts zieren Kents prächtige Räume in Raynham. Neben seinem schwarzen-weißen Marmorkaminsims im Princess' Room hängt ein Gemälde, das vermutlich eine Vorzeichnung für Anthonis van Dycks Porträt „Children of Charles I.“ ist. Bis 1904 gab es viele weitere Bilder in Raynham, darunter mehrere Familienporträts von Kneller und Reynolds. Das wertvollste war „Belisar“ von Salvator Rosa, ein Geschenk von Friedrich Wilhelm, König von Preußen an den 2. Viscount Townshend. Sein Wert wurde 1804 auf £ 5000 geschätzt, es war aber hundert Jahre später für £ 273 verkauft worden.
Der heutige Besitzer von Raynham Halle ist Charles Townshend, 8. Marquess Townshend.

## Legende
Im Jahr 1713 heiratete Charles Townshend Robert Walpoles schöne Schwester Dorothy. Sie war seine zweite Frau und es gab Gerüchte,  wonach sie vorher die Geliebte von Lord Wharton gewesen sei, „dessen Charakter so berüchtigt, und seine gefällige Unterwürfigkeit gegenüber Frauen so berüchtigt, dass keine junge Frau 24 Stunden unter einem Dach mit ihm verbringen konnte, ohne mit Sicherheit ihren Ruf zu verlieren“. Die Legende sagt, dass Townshend, als er entdeckte, dass seine Frau mit Lord Wharton Ehebruch begangen hatte, er sie zur Strafe in ihre Gemächer im Familiensitz Raynham Hall sperrte und sie ihre Kinder niemals wieder sehen durfte.
Lady Townshend wurde im Jahre 1726 begraben. Laut einer Überlieferung war sie jedoch nicht in diesem Jahr gestorben und das Begräbnis sei vorgetäuscht gewesen. Stattdessen sei sie von ihrem Ehemann in das Haus eingesperrt worden. Deshalb sei in der Dämmerung der Geist von „Dolly“ Townshend, die „kleine braune Dame Raynham“, immer noch an ihrem Lieblingsplatz auf der Eichentreppe des Hauses.